# ミシェル・ロル
ミシェル・ロル（Michel Rolle、1652年4月21日 - 1719年11月8日）は、フランスの数学者である。ロルの定理で知られる。また、ガウスの消去法の発見者の一人でもある。

## 生涯
ロルはフランスのオーヴェルニュ地方アンベールで、商店の店主の息子として生まれ、初等教育しか受けなかった。早くに結婚をし、弁護士の書記として少ない賃金で働き、苦労して家計を支えた。
そのような環境にも関わらず、ロルは代数学やディオファントス方程式(不定方程式)の知識を独学で身につけ、1675年、23歳にして教師になるべくパリに移住した。
ロルの運命が大きく変わったのは1682年30歳のときのことだった。彼はジャック・オザナムによって出題された不定方程式の未解決問題について、エレガントな解答を発表した。彼の成果は公に認められ、当時の財務相であり、パリの科学アカデミーの創設者であるジャン=バティスト・コルベールの注目を引き、1685年、33歳で科学アカデミーに所属することとなった。
また、1690年頃ルーヴォア侯爵に息子の数学教師として雇われ、その縁で軍事省の短期行政職に就くことにもなった。
科学アカデミーでは1699年まで給料の支給されない低い地位に就いていたが、その後幾何研究学者(pensionnaire géometre)に昇進し、70人のうち20人しかなれない給与付き研究者となった。
ロルは1719年に67歳で亡くなる2,3か月前までこの地位にあった。

## 業績
ロルの得意分野は代数方程式であり、顕著な業績は1690年の著作「代数概論(Traité d'algèbre)」である。この中でロルはn乗根の記法を確立し、ガウスの消去法をヨーロッパで初めて公にした。そして、ロルの定理(多項式バージョン)を利用してみせ、その証明は翌年刊行の「証明編」に記した。

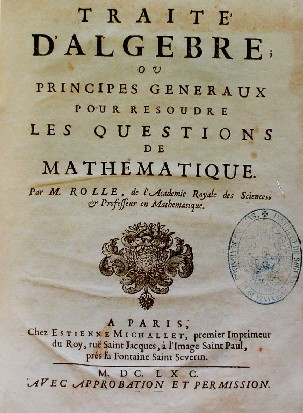
ミシェル・ロール、 Traitéd'algèbre （1690）。

今日、ロルの定理は微分積分学の定理として知られているが、皮肉なことにロル自身はジョージ・バークレーと同様、強烈な微積分否定論者であった。無限小を用いた計算は間違った結論を導くと激しく主張し、ライプニッツ派のピエール・ヴァリニョンと論争を繰り広げた。ロルはあくまで代数方程式の近似解を求める方法(カスケード法)の中でこの定理を発見している。しかしここで使われる「カスケード」とは、多項式の各項にその次数をかけて変数で割った式であり、実際には多項式関数の導関数と同じものであった。